# Бокша, Иван Иванович
Ива́н Ива́нович Бо́кша (укр. Іван Іванович Бокша; род. 21 декабря 1932, Чалбасы) — украинский работник транспорта и политический деятель, бывший начальник Скадовского морского торгового порта, депутат Верховной рады Украины 1-го созыва (1993—1994).

## Биография
Родился 21 декабря 1932 года в селе Чалбасы.
Окончил Одесский институт народного хозяйства по специальности «экономист».
В 1955 году работал учителем в Скадовске. С 1955 по 1958 год проходил службу в армии, затем работал учителем математики в средней школе села Виноградово Цюрупинского района.
С 1961 года работал в Скадовском морском порту, где прошёл карьерный путь от инженера до начальника порта (с 1971 года).
В 1993 году был выдвинут кандидатом в народные депутаты трудовым коллективом Скадовского морского торгового порта, 7 мая 1993 года во втором туре был избран народным депутатом Верховной рады Украины I созыва от Скадовского избирательного округа № 402 Херсонской области, набрал 47 % голосов среди 4 кандидатов, ранее бывший депутатом от этого округа Анатолий Юрченко был назначен Представителем Президента в Голопристанском районе Херсонской области, в связи с чем сложил свой мандат. Депутатские полномочия истекли 10 мая 1994 года.
Имеет звание «Заслуженный работник транспорта Украины» (Указ Президента Украины от 1 июля 1995 года).